# 繡滑油鯰
繡滑油鯰（學名：Leiarius pictus），為輻鰭魚綱鯰形目長鬚鯰科的其中一種，分布於南美洲亞馬遜河、埃塞奎博河及奧里諾科河流域，本魚在幼魚時期便具有發達的背鰭及觸鬚，最大特徵為從背部至尾柄末端的帶狀條紋，體色鮮黃色並帶有黑色斑紋，隨著年齡成長，體色會逐漸加深，體長可達60公分，屬肉食性，生活習性不明，可做為觀賞魚。觀賞魚界俗稱大帆鴨嘴。

## 擴展閱讀
維基物種上的相關：繡滑油鯰